# 화도진공원
화도진공원(花島鎭公園)은 인천광역시 동구 화수동에 위치한 공원이다. 인천광역시 기념물 제2호로 지정됐다. 1982년 한-미 수교 100주년을 기념하여 조성됐다.

## 입지
화도진은 구한말 인천 앞바다의 해안경계를 위해 설치한 것으로 신미양요와 운양호 사건 등 미국, 프랑스, 일본의 잇단 내습에 자극받아 수도 서울의 유일한 수로관문이었던 현 화수동 128번지 일대에 위치했다.
당시 화도진은 남북으로 향하는 구릉 중턱에 자리잡고 있어 동쪽은 바다를 바라볼 수 있고 삼면이 능선인 까닭에 육지를 깊숙이 파고 올라야만 발견할 수 있는 최적의 진지였다고 한다.

## 역사와 내부 구성
화도진은 1882년 조미수호통상조약이 체결된 곳이다. 1982년 수교 100주년을 기념하는 기념표지석을 세웠으며, 1988년에는 서울올림픽 개최 이후 동헌·안채·사랑채·전시관 등을 세워 옛 모습을 복원하였다. 화도진지 부근은 소나무와 정자·벤치 등이 잘 꾸며져 있어 산책하기에도 좋으며 1997년 인천광역시 최초로 인공폭포가 조성되기도 하였다. 이 폭포는 높이 8m, 너비 12m로 안개분수와 야간 조명시설을 갖추고 있다.
동헌에는 1882년 조미수호통상조약 체결 모습을 밀랍인형으로 꾸며 놓아 학생들의 역사교육장으로 이용된다. 안채에는 보료와 반짇고리·버선장·삼층장·반닫이 등 각종 생활유물들이 진열되어 있고, 대청마루에는 찬장과 뒤주·탁자들을 두어 당시의 생활모습을 재현하고 있다. 사랑채는 병영 건물로 꾸며져 있다. 한편 전시관에는 옛 군인들의 모자와 갑옷·화포 등 600여 점의 유물이 전시되어 있다.
인근에는 지역 학생들과 주민들을 위한 편의시설인 화도진도서관이 위치하고 있다.

## 이용 안내
- 이용시간 : 09:00~17:00
- 입장료 : 무료

## 같이 보기
- 화도진지 - 인천광역시 기념물 제2호
- 화도진로 - 해당 공원의 이름에서 따온 도로명